# Michael Chopra
Rocky Michael Chopra (* 23. Dezember 1983 in Newcastle upon Tyne) ist ein englischer ehemaliger Fußballspieler.
Der Stürmer hatte davor bei Newcastle United und Cardiff City unter Vertrag gestanden. Weitere Vereinsstationen waren der FC Watford, Nottingham Forest und der FC Barnsley, wo er jeweils für kurze Zeit auf Leihbasis beschäftigt war. Daneben hatte er die Nachwuchsauswahlmannschaften Englands durchlaufen und war von der U-15- bis zur U-21-Nationalmannschaft in allen Teams vertreten.
Chopra wurde als Sohn einer englischen Mutter und eines indischen Vaters bekannt als erster Spieler indischer Herkunft, der ein Spiel in der Premier League absolvierte und dem dort ein Tor gelang.

## Sportlicher Werdegang

### Ausbildung in der Akademie von Newcastle United
Michael Chopra interessierte sich bereits in sehr jungen Jahren für den Fußballsport, wurde dabei von seinem Vater trainiert und konnte schon als Schüler erste Erfolge aufweisen. In der Schulmannschaft der „Gosforth High School“ in Newcastle, die auch Alan Shearer zuvor einmal besucht hatte, und für den „Montagu Boys' Club“ machte er durch seine Torjägerqualitäten auf sich aufmerksam, so dass Newcastle United ihn im Juli 1993 – im Alter von neun Jahren – in die vereinseigene Akademie aufnahm.
In der Saison 2000/01 schoss er 28 Tore für die Jugendmannschaft von Newcastle United und zog ins Play-off der „FA Premier Academy League U17“ ein. Im Dezember 2000 unterzeichnete er in Newcastle seinen ersten Profivertrag und spielte für die U-19-Auswahl der Akademie. Nach 14 Toren in den ersten neun Spielen stieg er in den Seniorenbereich des Klubs auf und war ab Oktober 2001 mit der Zuteilung einer fixen Rückennummer Teil des erweiterten Kaders der Profimannschaft. Bis zum Ende der Saison kam er in der Reservemannschaft auf sieben Tore in 17 Einsätzen.

### Einstieg in den Profifußball
Auch zu Beginn der Saison 2001/02 unterstrich Chopra seine guten Torquoten und erzielte in den ersten fünf Spielen der U-19-Jugendmannschaft und des Reserveteams neun Treffer. Er unterschrieb im November einen neuen Dreijahresvertrag bei seinem Verein und kam am 6. November im Ligapokal zum ersten Mal für die erste Mannschaft zum Zuge. In der Partie gegen den FC Everton wurde er für Lomana LuaLua eingewechselt und als die Partie nach regulärer Spielzeit mit einem 3:3 endete, verschoss Chopra einen Elfmeter – Newcastle schied anschließend aus dem Wettbewerb aus.
Auch in der Champions League kam er zu seinem Debüt, als er im Dezember 2002 im Camp Nou gegen den FC Barcelona eingewechselt wurde. Danach kam er noch gegen Bayer 04 Leverkusen zum Einsatz, bevor er Ende März 2003 für einen Monat an den FC Watford ausgeliehen wurde. In sechs Spielen traf er dort fünf Mal, absolvierte das FA-Cup-Halbfinale gegen den FC Southampton und schoss beim 7:4-Sieg gegen den FC Burnley alleine vier Tore.
Zurück in Newcastle kam er dann am 11. Mai 2003 beim 2:2 bei West Bromwich Albion auch zu seinem ersten Premier-League-Spiel und nahm anschließend an der Junioren-WM in den Vereinigten Arabischen Emiraten teil.
In der Spielzeit 2003/04 absolvierte Chopra vier Begegnungen für Newcastle United und wurde schließlich im Februar 2004 erneut für einen Monat an Nottingham Forest ausgeliehen. Nach fünf Spielen für Nottingham agierte er noch zwei weitere Male für die „Magpies“.
Nur kurze Zeit später sollte er an einen weiteren Verein ausgeliehen werden und verbrachte die gesamte Saison 2004/05 in der drittklassigen League One beim FC Barnsley. In insgesamt 39 Spielen schoss er 17 Tore, darunter jeweils drei Treffer gegen Peterborough United und Huddersfield Town. Auch im FA Cup und im Ligapokal kam er für dieses Team zum Einsatz, avancierte zum besten Torschützen des Vereins und wurde dafür klubintern als bester Spieler der Saison ausgezeichnet.
Chopra begann die Spielzeit 2005/06 in der Startformation von Newcastle United und agierte dabei in den frühen UI-Cup-Spielen. Beim 3:1-Auswärtssieg gegen den slowakischen Vertreter FK ZTS Dubnica am 17. Juli 2005 schoss er sein erstes Tor für die Profimannschaft und genau neun Monate später traf er auch in der Premier League erstmals. Bemerkenswert bei diesem Derby gegen den AFC Sunderland (Newcastle gewann beim Rivalen mit 4:1) war, dass Chopra seinen Treffer nur zehn Sekunden nach der Einwechslung in der 60. Minute erzielen konnte und damit einen Schnelligkeitsrekord in der Premier-League-Historie aufstellte.

### Cardiff City
Am 14. Juni 2006 schloss sich Chopra für eine Ablösesumme von 500.000 Pfund dem Verein Cardiff City an, nachdem er zuvor die Vertragsverlängerung um ein weiteres Jahr abgelehnt hatte. Chopra zog die Aussicht auf einen dauerhaften Stammplatz in der zweitklassigen Football League Championship vor und mit seinem neuen Verein gelang ihm ein guter Saisonstart. Cardiff stand mit 36 Punkten aus den ersten 17 Spielen an der Tabellenspitze und aufgrund seiner sieben Meisterschaftstore wurde Chopra hintereinander im September und Oktober zum besten Zweitligaspieler des Monats gewählt. Am 27. Januar 2007 gelangen ihm alle drei Tore zum 3:2-Sieg seines Vereins gegen Leicester City.
Am 5. April 2007 verlängerte Chopra seinen Vertrag bei Cardiff City und er wurde am Ende der Spielzeit für die Championship-Mannschaft des Jahres nominiert. Obwohl Cardiff City schließlich noch von den Aufstiegsrängen verdrängt wurde, verlebte Chopra mit 22 Toren in 42 Spielen eine erfolgreiche Saison.

### AFC Sunderland
Trotz seiner vorherigen Vertragsverlängerung unterschrieb Chopra am 13. Juli 2007 beim Premier-League-Aufsteiger AFC Sunderland einen Vierjahresvertrag, wobei Sunderland die Ausstiegsklausel Chopras in Anspruch nahm, die einen Vereinswechsel bei einer Summe von fünf Millionen Pfund ermöglichte. Dieser hohe Preis rief bei der Anhängerschaft des AFC Sunderland Kritik hervor – zumal Chopra auch zuvor beim Rivalen Newcastle United aktiv gewesen war. In einem Vorbereitungsspiel gegen Bohemians Dublin debütierte er für seinen neuen Verein und schoss im ersten Premier-League-Spiel der Saison 2007/08 – 13 Sekunden vor Ablauf der Nachspielzeit – den entscheidenden Treffer zum 1:0-Sieg gegen Tottenham Hotspur, wobei er erst spät in der zweiten Halbzeit eingewechselt worden war. Auch im zweiten Meisterschaftsspiel gegen Birmingham City schoss er einen Treffer und belegte damit eine gute Frühform in der Saison.

### Rückkehr nach Cardiff
Nach zwei Ausleihphasen zwischen November 2008 bis Jahresende und Februar 2009 bis Ende der Spielzeit 2008/09 kehrte Chopra im Juli 2009 endgültig nach Cardiff zurück und kostete den walisischen Klub die Rekordablösesumme von drei Millionen Pfund.